# Đội tuyển bóng đá quốc gia Phần Lan
Đội tuyển bóng đá quốc gia Phần Lan (tiếng Phần Lan: Suomen jalkapallomaajoukkue) là đội tuyển cấp quốc gia của Phần Lan do Hiệp hội bóng đá Phần Lan quản lý.
Trận thi đấu quốc tế đầu tiên của đội tuyển Phần Lan là trận gặp đội tuyển Thụy Điển vào năm 1911. Thành tích tốt nhất của đội cho đến nay là vị trí thứ tư của Thế vận hội Mùa hè 1912. Đội đã lần đầu tiên tham dự Euro là vào năm 2020. Tại giải năm đó, đội chỉ có một trận thắng trước Đan Mạch, thua 2 trận trước Nga và Bỉ, do đó dừng bước ở vòng bảng.

## Thành tích tại các giải đấu

### Giải vô địch thế giới
- 1930 đến 1934 - Không tham dự
- 1938 - Không vượt qua vòng loại
- 1950 - Bỏ cuộc khi tham dự vòng loại
- 1954 đến 2022 - Không vượt qua vòng loại

### Giải vô địch châu Âu
| Năm           | Thành tích               | Hạng                     | Pld                      | W                        | D                        | L                        | GF                       | GA                       |
| ------------- | ------------------------ | ------------------------ | ------------------------ | ------------------------ | ------------------------ | ------------------------ | ------------------------ | ------------------------ |
| 1960 đến 1964 | Không tham dự            | Không tham dự            | Không tham dự            | Không tham dự            | Không tham dự            | Không tham dự            | Không tham dự            | Không tham dự            |
| 1968 đến 2016 | Không vượt qua vòng loại | Không vượt qua vòng loại | Không vượt qua vòng loại | Không vượt qua vòng loại | Không vượt qua vòng loại | Không vượt qua vòng loại | Không vượt qua vòng loại | Không vượt qua vòng loại |
| 2020          | Vòng 1                   | 17/24                    | 3                        | 1                        | 0                        | 2                        | 1                        | 3                        |
| 2024          | Không vượt qua vòng loại | Không vượt qua vòng loại | Không vượt qua vòng loại | Không vượt qua vòng loại | Không vượt qua vòng loại | Không vượt qua vòng loại | Không vượt qua vòng loại | Không vượt qua vòng loại |
| 2028          | Chưa xác định            | Chưa xác định            | Chưa xác định            | Chưa xác định            | Chưa xác định            | Chưa xác định            | Chưa xác định            | Chưa xác định            |
| 2032          | Chưa xác định            | Chưa xác định            | Chưa xác định            | Chưa xác định            | Chưa xác định            | Chưa xác định            | Chưa xác định            | Chưa xác định            |
| Tổng cộng     |                          | 1/17                     | 3                        | 1                        | 0                        | 2                        | 1                        | 3                        |

### UEFA Nations League
| Mùa giải  | Hạng đấu  | Bảng                 | Pos | Pld | W  | D | L | GF | GA |
| --------- | --------- | -------------------- | --- | --- | -- | - | - | -- | -- |
| 2018–19   | C         | Vòng bảng            | 1st | 6   | 4  | 0 | 2 | 5  | 3  |
| 2020–21   | B         | Vòng bảng            | 2nd | 6   | 4  | 0 | 2 | 7  | 5  |
| 2022–23   | B         | Vòng bảng            | 2nd | 6   | 2  | 2 | 2 | 8  | 6  |
| Tổng cộng | Tổng cộng | Vòng bảng giải đấu C | 3/3 | 18  | 10 | 2 | 6 | 20 | 14 |

### Thế vận hội
- (Nội dung thi đấu dành cho cấp đội tuyển quốc gia cho đến kỳ Đại hội năm 1988)

| Năm           | Kết quả                  | Thứ hạng                 | Trận                     | Thắng                    | Hòa                      | Thua                     | Bàn thắng                | Bàn thua                 |
| ------------- | ------------------------ | ------------------------ | ------------------------ | ------------------------ | ------------------------ | ------------------------ | ------------------------ | ------------------------ |
| 1900 đến 1908 | Không được mời           | Không được mời           | Không được mời           | Không được mời           | Không được mời           | Không được mời           | Không được mời           | Không được mời           |
| 1912          | Hạng tư                  | 4th                      | 4                        | 2                        | 0                        | 2                        | 5                        | 16                       |
| 1920 đến 1928 | Không vượt qua vòng loại | Không vượt qua vòng loại | Không vượt qua vòng loại | Không vượt qua vòng loại | Không vượt qua vòng loại | Không vượt qua vòng loại | Không vượt qua vòng loại | Không vượt qua vòng loại |
| 1936          | Vòng 2                   | 14th                     | 1                        | 0                        | 0                        | 1                        | 3                        | 7                        |
| 1948          | Không vượt qua vòng loại | Không vượt qua vòng loại | Không vượt qua vòng loại | Không vượt qua vòng loại | Không vượt qua vòng loại | Không vượt qua vòng loại | Không vượt qua vòng loại | Không vượt qua vòng loại |
| 1952          | Vòng 2                   | 9th                      | 1                        | 0                        | 0                        | 1                        | 3                        | 4                        |
| 1956 đến 1976 | Không vượt qua vòng loại | Không vượt qua vòng loại | Không vượt qua vòng loại | Không vượt qua vòng loại | Không vượt qua vòng loại | Không vượt qua vòng loại | Không vượt qua vòng loại | Không vượt qua vòng loại |
| 1980          | Vòng 1                   | 9th                      | 3                        | 1                        | 1                        | 1                        | 3                        | 2                        |
| 1984 đến 1988 | Không vượt qua vòng loại | Không vượt qua vòng loại | Không vượt qua vòng loại | Không vượt qua vòng loại | Không vượt qua vòng loại | Không vượt qua vòng loại | Không vượt qua vòng loại | Không vượt qua vòng loại |
| Tổng cộng     | 4/19                     | 1 lần hạng tư            | 9                        | 3                        | 1                        | 5                        | 14                       | 29                       |

## Cầu thủ

### Đội hình hiện tại
Đội hình tham dự 2 trận giao hữu gặp Bắc Macedonia và Na Uy vào tháng 11 năm 2022.

Số liệu thống kê tính đến ngày 20 tháng 11 năm 2022 sau trận gặp Na Uy.

| Số | VT | Cầu thủ                     | Ngày sinh (tuổi)  | Trận | Bàn | Câu lạc bộ       |
| -- | -- | --------------------------- | ----------------- | ---- | --- | ---------------- |
| 1  | TM | Lukáš Hrádecký (đội trưởng) | 24 tháng 11, 1989 | 80   | 0   | Bayer Leverkusen |
| 12 | TM | Carljohan Eriksson          | 25 tháng 4, 1995  | 1    | 0   | Dundee United    |
|    | TM | Jesse Joronen               | 21 tháng 3, 1993  | 17   | 0   | Venezia          |
|    |    |                             |                   |      |     |                  |
| 2  | HV | Leo Väisänen                | 23 tháng 7, 1997  | 22   | 0   | Elfsborg         |
| 4  | HV | Robert Ivanov               | 19 tháng 9, 1994  | 16   | 0   | Warta Poznań     |
| 17 | HV | Nikolai Alho                | 12 tháng 3, 1993  | 24   | 0   | Volos            |
| 22 | HV | Arttu Hoskonen              | 16 tháng 4, 1997  | 1    | 0   | HJK              |
|    | HV | Sauli Väisänen              | 5 tháng 6, 1994   | 23   | 0   | Cosenza          |
|    | HV | Daniel O'Shaughnessy        | 14 tháng 9, 1994  | 21   | 1   | Karlsruher SC    |
|    | HV | Diogo Tomas                 | 31 tháng 7, 1997  | 1    | 0   | KuPS             |
|    | HV | Tuomas Ollila               | 25 tháng 4, 2000  | 1    | 0   | HJK              |
|    |    |                             |                   |      |     |                  |
| 8  | TV | Ilmari Niskanen             | 12 tháng 10, 1997 | 12   | 1   | Dundee United    |
| 13 | TV | Pyry Soiri                  | 22 tháng 9, 1994  | 35   | 5   | HJK              |
| 14 | TV | Lucas Lingman               | 25 tháng 1, 1998  | 6    | 0   | HJK              |
| 15 | TV | Kaan Kairinen               | 22 tháng 12, 1998 | 7    | 0   | Lillestrøm       |
|    | TV | Robin Lod                   | 17 tháng 4, 1993  | 59   | 5   | Minnesota United |
|    | TV | Robert Taylor               | 21 tháng 10, 1994 | 27   | 1   | Inter Miami      |
|    | TV | Mikael Soisalo              | 24 tháng 4, 1998  | 4    | 0   | Riga             |
|    | TV | Oliver Antman               | 15 tháng 8, 2001  | 2    | 2   | Nordsjælland     |
|    | TV | Anssi Suhonen               | 14 tháng 1, 2001  | 1    | 0   | Hamburger SV     |
|    | TV | Niilo Mäenpää               | 14 tháng 1, 1998  | 1    | 0   | Warta Poznań     |
|    |    |                             |                   |      |     |                  |
| 19 | TĐ | Marcus Forss                | 18 tháng 6, 1999  | 16   | 2   | Middlesbrough    |
| 20 | TĐ | Joel Pohjanpalo             | 13 tháng 9, 1994  | 59   | 13  | Venezia          |
| 21 | TĐ | Benjamin Källman            | 17 tháng 6, 1998  | 9    | 3   | Cracovia         |
|    | TĐ | Santeri Hostikka            | 30 tháng 9, 1997  | 4    | 0   | HJK              |

### Đội hình sơ bộ
Các cầu thủ dưới đây được triệu tập trong vòng 12 tháng.
| Vt | Cầu thủ                   | Ngày sinh (tuổi)  | Số trận | Bt | Câu lạc bộ     | Lần cuối triệu tập                    |
| -- | ------------------------- | ----------------- | ------- | -- | -------------- | ------------------------------------- |
| TM | Viljami Sinisalo          | 11 tháng 10, 2001 | 0       | 0  | Burton Albion  | v. Montenegro, 26 September 2022      |
|    |                           |                   |         |    |                |                                       |
| HV | Jere Uronen               | 13 tháng 7, 1994  | 61      | 1  | Brest          | v. Montenegro, 26 September 2022      |
| HV | Richard Jensen            | 17 tháng 3, 1996  | 5       | 0  | Górnik Zabrze  | v. Montenegro, 26 September 2022      |
| HV | Miro Tenho                | 2 tháng 4, 1995   | 2       | 0  | HJK            | v. Montenegro, 26 September 2022      |
| HV | Thomas Lam                | 18 tháng 12, 1993 | 28      | 0  | Melbourne City | v. Bosna và Hercegovina, 24 June 2022 |
| HV | Albin Granlund            | 1 tháng 9, 1989   | 21      | 0  | Stal Mielec    | v. Bosna và Hercegovina, 24 June 2022 |
| HV | Miska Ylitolva            | 23 tháng 5, 2004  | 2       | 0  | HJK            | v. Slovakia, 29 March 2022            |
|    |                           |                   |         |    |                |                                       |
| TV | Glen Kamara INJ           | 28 tháng 10, 1995 | 48      | 1  | Rangers        | v. Na Uy, 20 November 2022            |
| TV | Fredrik Jensen INJ        | 9 tháng 9, 1997   | 26      | 7  | FC Augsburg    | v. Na Uy, 20 November 2022            |
| TV | Rasmus Schüller (đội phó) | 18 tháng 6, 1991  | 64      | 0  | Djurgården     | v. Montenegro, 26 September 2022      |
| TV | Onni Valakari             | 18 tháng 8, 1999  | 11      | 1  | Pafos          | v. Montenegro, 26 September 2022      |
| TV | Urho Nissilä              | 4 tháng 4, 1996   | 12      | 0  | Suwon FC       | v. Bosna và Hercegovina, 24 June 2022 |
|    |                           |                   |         |    |                |                                       |
| TĐ | Teemu Pukki (đội phó)     | 29 tháng 3, 1990  | 108     | 37 | Norwich City   | v. Montenegro, 26 September 2022      |
| TĐ | Lassi Lappalainen         | 24 tháng 8, 1998  | 9       | 0  | CF Montréal    | v. Bosna và Hercegovina, 24 June 2022 |

- INJ = Rút lui vì chấn thương.
- PRE = Đội hình sơ bộ.